# Арама (птица)
Арама, или пастушковый журавль (лат. Aramus guarauna) — птица, единственный вид монотипического семейства арамовых, или пастушковых журавлей (Aramidae) родом из Америки. По морфологическим и поведенческим характеристикам находится в промежутке между журавлями (Gruidae) и пастушковыми (Rallidae). С пастушковыми их сближает схожее строение пищеварительной системы, а с журавлями особенности строения скелета и характер оперения.

## Описание
Болотная птица среднего размера, её длина составляет около 66 см. Размах крыльев 102 см, масса до 1,1 кг. Голова маленькая, с длинным, слегка приплюснутым по бокам и загнутым вниз клювом. Крылья закруглённые, широкие. Хвост также закруглённый, короткий. Оперение буровато-оливковое; в нижней части шеи, на грудке и внешних перьях крыльев имеются белые пятна. Ноги и пальцы на ногах длинные. Половой диморфизм (видимые различия между самцами и самками) выражен слабо. В полёте арамы напоминают журавлей, летая с вытянутыми шеей и ногами.

## Распространение
Арамы широко распространены в тропическом, субтропическом и тёплом умеренном климате Северной, Южной и Центральной Америки, а также на Антильских островах. Северная граница ареала проходит на юго-востоке США, главным образом во Флориде. Они населяют большую часть Мексики, Вест-Индию, страны Центральной и Южной Америки на юг вплоть до центральной части Аргентины.
Встречаются в густых зарослях кустарника, лесных массивах, при этом предпочитая болотистую местность с пресной водой. Сюда можно отнести заболоченные берега озёр, прудов и медленно текущих рек. На островах Карибского моря араму можно встретить на сухой территории вдали от водоёмов. Её часто можно увидеть сидящей на ветвях кустарника или мёртвых деревьев.

## Образ жизни
Арамы живут в основном обособленно или парами во время периода размножения, но также могут собираться небольшими неплотными группами до 12 особей. Во время ночного насеста их трудно заметить в густых зарослях кустарника, однако в остальное время они ведут себя достаточно активно и не прячась, особенно во время поиска еды — в этом плане они гораздо ближе к журавлям, чем к более скрытным пастушкам.

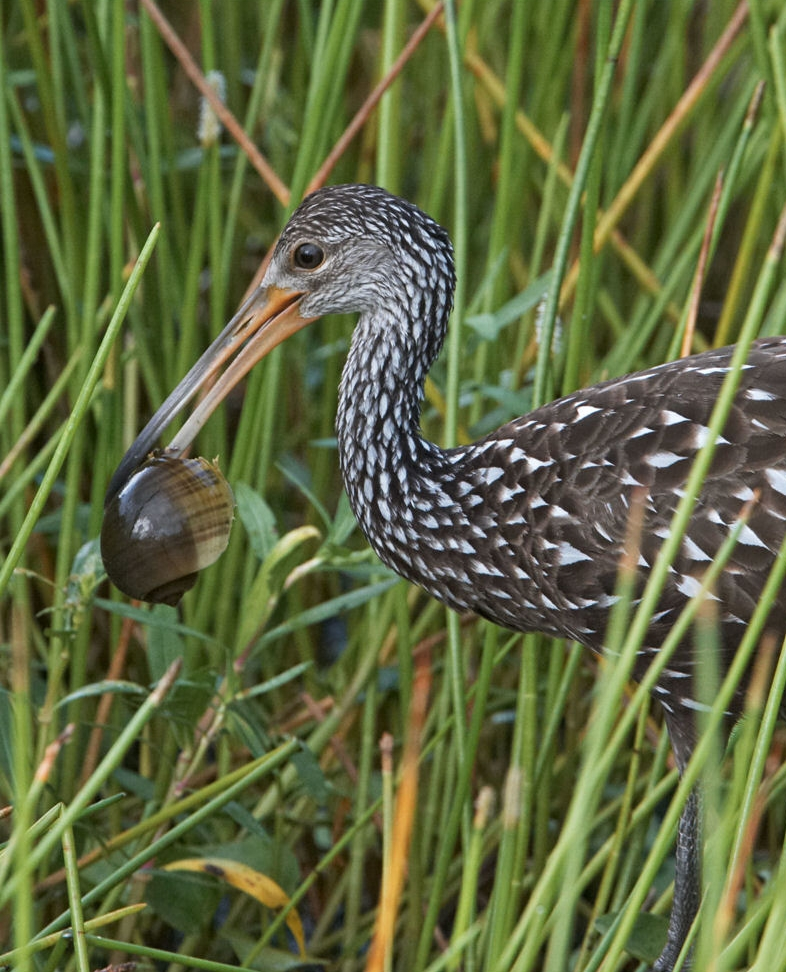
Арама с Ampullariidae (Pomacea)

Птицы неплохо плавают, но летают неохотно, при появлении опасности предпочитают скрыться бегством либо, перелетев на небольшое расстояние, спрятаться в близлежащем кустарнике. Летают медленно, плавно; в полёте вытягивают голову и ноги подобно журавлям. По земле передвигаются неуклюже, напоминая пьяную походку, за что и получили своё английское название «limpkin».
На большое расстояние не мигрируют, но могут кочевать с одного места на другое в пределах ареала во время сезонных сухого и дождливого периодов. Голос у них ни на кого не похожий — пронзительный диссонирующий дикий вопль; но они также способны издавать тихие щёлкающие звуки. Кричат птицы чаще всего ранним утром, ночью или пасмурным днём.
Питаются арамы в основном крупными пресноводными улитками — ампулляриями из рода Pomacea. Они медленно передвигаются по мелководью в поисках этих улиток, часто при ходьбе высоко приподнимая одну ногу, и вглядываются в воду или ворошат своим клювом грязное дно. Поймав улитку, они выбрасывают раковину обратно в воду. Молодые птицы берут маленьких улиток прямо из клюва своих родителей, и заглатывают их целиком. Кроме ампуллярий, арамы также употребляют в пищу мидии, насекомых, раков, червей, лягушек, небольших рептилий и семена растений.

## Размножение

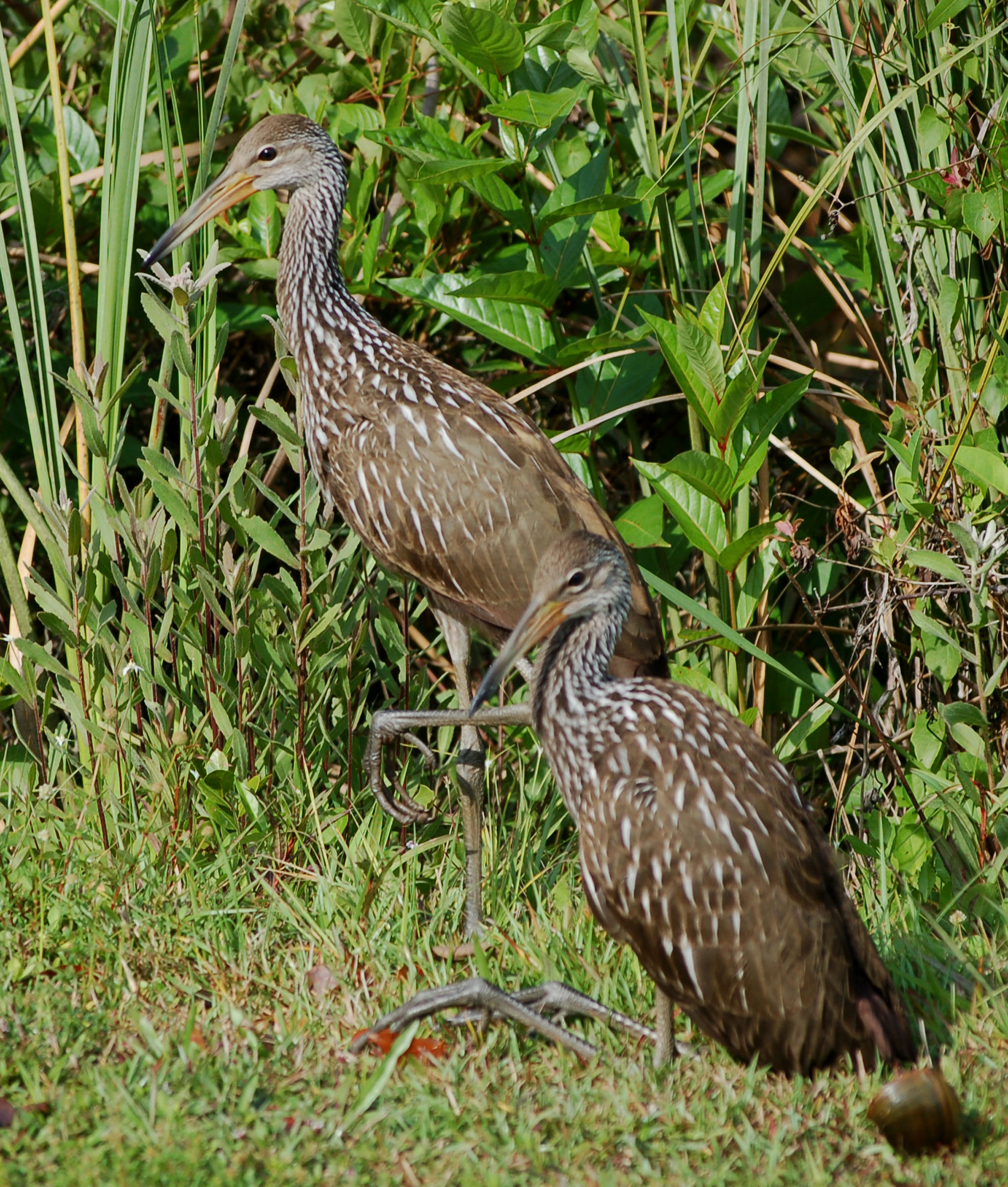

Гнездятся арамы круглый год. Гнездо строится возле воды, на земле с густой растительностью, на кусте или дереве на высоте до 6 м от земли. В качестве материала используются стебли камыша или травы, переплетёные тонкими волокнами растений. Самка откладывает 4—8 (чаще всего 6) грязно-белых или светло-коричневых яиц с бурыми или серыми пятнами размером 56×44 мм. Инкубационный период точно не известен. Насиживают и затем ухаживают за птенцами оба родителя. Появившиеся птенцы покрыты тёмно-коричневым пухом и способны покинуть гнездо в течение дня после рождения.